# Willimartin Romberger
Willy Martin gen. Willimartin Romberger (* 19. Juli 1897 in Dresden; † 10. Januar 1978 in Bad Kissingen) war ein deutscher Baumeister und Architekt.

## Leben und Werk

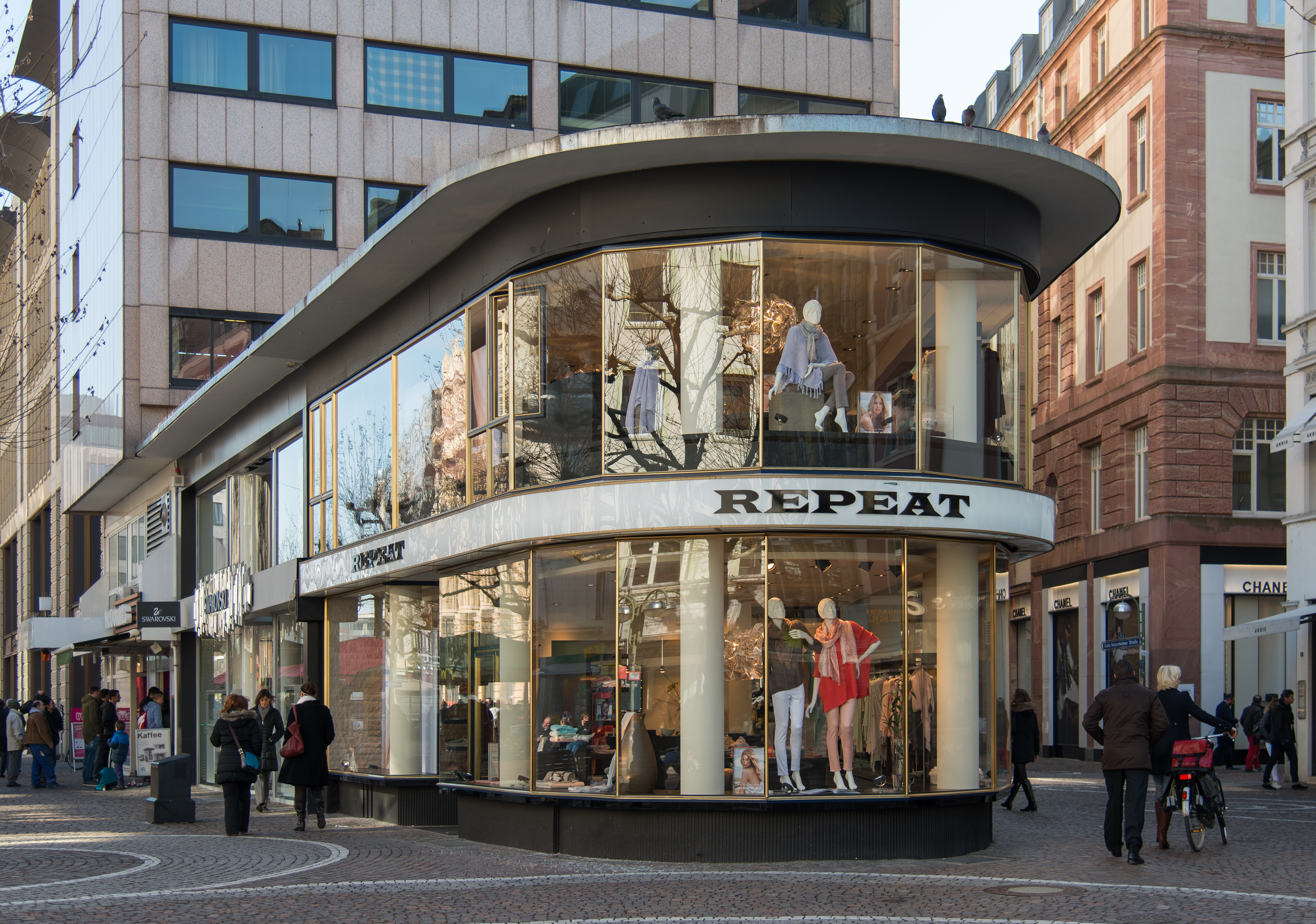
Von Willimartin Romberger entworfener Pavillon in Frankfurt, Große Bockenheimer Straße 8–10 (Zustand 2013)

Romberger wurde 1897 als Sohn Maurers Friedrich Hermann Romberger und dessen Ehefrau Emma Auguste, geborene Meusel, geboren. Sein Architektenbüro befand sich An der Kreuzkirche 1 am Altmarkt im Zentrum von Dresden. Er betrieb es mit dem Regierungsbaumeister a. D. Heinz Arnold Götze, mit dem er mehrere Bauwerke in gemeinsamer Arbeit entwarf. Romberger arbeitete als Architekt auch für die Wohnungsbaugesellschaft GEWOBAG und war bis 1939 am Bau der Großsiedlung Trachau in Dresden maßgeblich beteiligt.
1937 konstruierte er mit Götze ein Musterhaus für ein HJ-Heim.
Sein Architektenbüro am Altmarkt wurde beim schweren Bombenangriff auf Dresden am 13. Februar 1945 zerstört. Romberger verließ danach Dresden und baute sich in Frankfurt am Main eine neue Existenz auf. Hier arbeitete er in den 1960er Jahren mit Jost Eberhard Romberger zusammen. 1966 beteiligte er sich erfolgreich am Wettbewerb zum Neubau der evangelisch-lutherischen Gethsemane-Gemeinde in Frankfurt am Main. Er starb am 10. Januar 1978 in Bad Kissingen.
Heute ist Romberger vor allem bekannt als Architekt des Pavillons der ehemaligen Viktoria-Apotheke in der Großen Bockenheimer Straße in der Frankfurter Innenstadt, den er gemeinsam mit G. A. Müller erbaute und der über eine Rundumverglasung mit Leichtmetallfenstern in Messingeloxal verfügt.